# Евтим Томов
Евтим Томов Андонов е български художник и изкуствовед. Професор, доктор на изкуствознанието (1976), член на СБХ от 1944 г.

## Биография
Евтим Томов е роден на 1 ноември 1919 г. в с. Трекляно, Кюстендилско. Учи в Кюстендилската гимназия и завършва III мъжка гимназия в София (1938). През май 1938 г. е уредена първата му самостоятелна изложба. Завършва Художествената академия в София, специалност живопис, при проф. Никола Маринов и проф. Борис Митов (1943). Посещава като студент и курсовете по графика на проф. Васил Захариев. Специализира графика във Виена (1943 – 1944).
Работи като художник във вестниците „Заря“, „Дъга“ и „Ден“. Сътрудничи с рисунки и приложна графика на различни периодични издания и на издателства. След 9 септември 1944 г. работи като художник-оформител и художествен редактор в Държавното военно издателство, издателство „Български художник“, сп. „Български войн“ и др.
Секретар на секция Графика при СБХ. Поставя началото на издателската дейност при съюза. Урежда самостоятелни изложби в София и в редица градове в страната: Димитровград, Кюстендил (1961, 1968, 1979), Луковит, Кърджали, Търговище, Шумен, Ловеч и др. Участва в окръжни, общи и специализирани изложби в България, Прага, Будапеща, Москва, Берлин, Дрезден, Виена, Варшава, Виетнам, Монголия, Индия, Мексико, Чили, Швейцария, Дания и др.
От 1957 г. последователно е преподавател, доцент и професор, ръководител на катедра в Художествената академия. По случай 60-годишния му юбилей в София и Кюстендил е организирана ретроспективна изложба (1979).
През 1986 прави дарение на родното си с. Трекляно – постоянна изложба от 78 гравюри на дърво и линолеум, литография и други техники.
Награден с орден „Кирил и Методий“ I ст. (1969), „Червено знаме на труда“ (1979), награди от СБХ, от ЦС на БПС и други чуждестранни отличия.
Удостоен със званието почетен гражданин на Кюстендил през 1989 г.
Умира на 14 юни 1997 г. в София.